# 本田もも
本田 もも （ほんだ もも、1997年5月8日 - ）は、日本のAV女優。Bstar所属。

## 略歴
2021年3月にAVデビュー。
初体験は高校1年の時で、相手は同級生の男子だった。
2022年9月14日に東京・原宿RUIDOで行われた「ミルジェネ10周年記念LIVE Sweet Memories」に歌手として出演。
2024年4月発売『アサヒ芸能』発表「2024現役AV女優セクシー総選挙」において総合15位となる。同誌ではキカタン転身で出演作が増えたことで一気にブレイクしたと分析された。

## 作品

### アダルトビデオ

#### FALENO star専属期間
FALENOは『配信特化型AVメーカー』のため、配信日も記載しています。
- 新人 甘辛フェイスの新世代パイパンお姉さんAVデビュー （2月7日配信、3月11日DVD発売）
- 初イキッ! 絶頂4本番 国宝級美女のオールセックスSPECIAL（3月7日配信、4月8日DVD発売）
- 求め合う生殖体 本能セックス 完全ノーカット収録 本田もも（4月5日配信、5月7日DVD発売）
- 憧れの美人先生とイチャイチャ・ベロチューしまくりラブラブ同棲性活（5月3日配信、6月10日DVD発売）
- ポルチオ開発絶頂初体験 人生初の連続イキ狂い（6月2日配信、7月8日DVD発売）
- 声楽家志望だったのに気がついたら尺八の演奏技術がバチクソ上達してしまった理由（7月5日配信、8月12日DVD発売）
- 丁寧淫語で囁きながら乳首をじ～っくり弄び何度もチ○ポをバカヌキするヤミツキ痴女メンズエステ（8月2日配信、9月9日DVD発売）
- 性接待NTR 大嫌いな取引先のオジサンの元へ接待に行った彼女が朝になっても帰ってきません… （9月24日配信、10月7日DVD発売）
- 僕の事が好きっぽい!? 会社の後輩と出張イチャラブ温泉精子ドピュドピュの湯（10月19日配信、11月11日DVD発売）
- 大っ嫌いなコンビニ店長のチ○ポがドストライクで…死ぬほどイカされバイト全員に輪姦されました（11月25日配信、12月9日DVD発売）
- 小馬鹿にしていた派遣に僕が童貞であることがバレて立場逆転! 逆3Pで乳首をとことん弄られ金玉がカラになるまで追撃射精! 吉高寧々 本田もも（12月11日配信、2022年1月13日DVD発売）

- イッてるとこ見せて? 彼女のお姉さんは射精の瞬間見たがりなチ○ポ中毒（1月20日配信、2月10日DVD発売）
- 親友の彼女の唇に理性が消えた3日間射精中すらずっとベロキス濃密性交 （2月18日配信、3月10日DVD発売）
- 脚線美で射精を誘うエロストッキング痴女（3月18日配信、4月7日DVD発売）

#### DAHLIA専属期間
DAHLIAは『配信特化型AVメーカー』のため、配信日も記載しています。
- 隣の地味な団地妻が派手ブラのみを干した日は犯○てほしいサインです。（4月19日配信、5月26日DVD発売）
- NOが言えない若妻とセクハラ整体師 （5月24日配信、6月23日DVD発売）
- 夫の目の前で乳首を犯されて… （6月21日配信、7月21日DVD発売）
- キメセク 死ぬほど馬鹿にしていた夫の部下に薬漬けにされイカされ続けた傲慢妻 （7月25日配信、8月25日DVD発売）

#### 企画単体女優期間
- 解禁 透き通るような白肌Eカップ はじめての真正中出し 本田もも（10月25日、本中）
- 妻が里帰り出産中、僕の射精管理をする為に義妹が泊まりにきた。 本田もも（11月1日、BeFree）
- 執拗にじゅぼじゅぼ! 粘着にぐちょぐちょ! おち○ぽ全体をねっと～りシャブリ尽くす美人OL 本田もも（12月13日、ダスッ!）

- 私、実は夫の上司に犯され続けてます… 本田もも（2月21日、溜池ゴロー）
- 同窓会NTR ～再会した元カレに身も心も奪われた僕の妻～（2月21日、PREMIUM）
- 週末の女教師の知らなかった裏顔 淡い恋心を抱いていた初恋のもも先生が風俗出勤を知って激怒。 そんなにSEX好きなら僕がいやってほどしてやるよ! ラブホテルに呼び出して何度も中出しし続けた。 本田もも（3月7日、MOODYZ）
- 義父は、学生時代の私を毎朝… 毎朝… 苦しめた憎き痴漢魔でした。 本田もも（3月14日、マドンナ）
- 絶倫が過ぎるW女上司 チ○ポがトロけるほど気持ちイイハーレム中出しレクチャー スケベな誘惑でヤル気と性績アップ! 天川そら 本田もも（3月21日、MOODYZ）
- 10年前、担任教師に調教されて子供まで産んでいた僕の妻。 本田もも（5月2日、アタッカーズ）
- 新・世界一ザーメンを大量に発射する男の超ぶっかけSEX 本田もも（5月9日、ROOKIE）
- 「先生のフェラ彼女のよりすっごいよ?」 ～彼女がいる生徒に追撃フェラチオ女教師～ 本田もも（5月16日、PREMIUM）
- スペンス乳腺開発クリニック 本田もも（5月16日、OPPAI）
- 二人の教え子生徒に愛されてしまった人妻女教師のももは放課後教室で何度も、何度も、交換中出しセックスしてしまった… 本田もも（6月20日、本中）
- 「もうイッてるってばぁ!」状態で何度も中出し! 本田もも（8月1日、ワンズファクトリー）
- 酔ったらヤレると噂の某会員制ラウンジ上位の超イイ女とハメたい 連続高級シャンパンおろして高級ホテル連れ込み! 朝までキス魔なキレカワお姉さんとイチャ酔いラッキー中出し もも（8月1日、ナンパJAPAN）
- 妻との子どもが欲しいが僕が男性不妊だったので、精子提供者に直接中出ししてもらうことになった 本田もも（9月19日、ミセスの素顔/エマニエル）
- 素人娘の全裸図鑑 32  今時の女の子12名が恥らいながら脱衣していく様子をじっくり撮影した、変態紳士のためのヘアヌードコレクション（9月19日、かぐや姫Pt/妄想族）
- 毎朝、回診の約10分間こっそり巨乳ナースが性処理してくれる神展開! 2 現役ナース4名が挑戦!? 1週間パイズリ! 28日間のえちえち入院性活!!（9月22日、赤面女子）
- 【NTR】うちおいで? 終電逃させ年下部下を持ち帰るバリキャリ女上司 拒みきれない胸ポチノーブラ誘惑 本田もも（9月26日、ABC/妄想族）
- 素人ナンパバラエティ Summer Quiz Vacation! 賞金総額100万円! 美Bodyビキニギャルがバイブをズボズボ抜き差しされながら挑戦する & 淫語クイズチャレンジ! 誤解答なら即デカチン生ハメ! ナマ中出しも夏だからまいっかー♡（10月12日、サディスティックヴィレッジ）
- マジックミラー号ハードボイルド ココナッツ香る 夏ギャルが挑戦する手コキ射精チャレンジ! 遅漏すぎデカチンを15分以内にどっぴゅん発射できたら賞金15万円! 「ギン勃ちで熱くてドクドク...照」と赤面した素人ビキニ娘は、覚醒デカマラの連続中出しも受け入れてしまうのか!（10月12日、サディスティックヴィレッジ）
- 美人ジャーナリスト 知りすぎた女 本田もも（10月24日、レッド）
- 素人ヘアヌード大図鑑～看護学校卒業したての新人ナース編（10月24日、S級素人）
- 天使のように優しい美人ナースさん! 「早漏に悩む童貞君の暴発改善のお手伝いしてくれませんか?」 男性器慣れしているようで意外とウブな看護師さんが早漏すぎる童貞君にムラムラ膣キュンしちゃって生中出し筆おろしSPECIAL!（10月27日、赤面女子）
- うさぎ小屋 本田もも（11月3日、ワープエンタテインメント）
- 素人ナンパでセンズリ鑑賞 17 見るだけでいいんです! だからちょっと僕のチ●ポ見てもらえませんか?（11月7日、かぐや姫Pt/妄想族）
- 顔出し解禁!! マジックミラー便 マスク美女の歯科衛生士 初めての公開ディープキス編 8人全員SEXスペシャル!! 普段はマスクの下に隠された美顔を初披露! 口腔内で舌を激しく絡め合わせる濃厚接吻でオマ○コがトロけた白衣の天使がデカチンSEX!（11月21日、DEEP'S）
- マジックミラー号からの脱出! 4 制限時間100分でSEXしないと脱出できないマジックミラー号に、絶対にヤってはいけない関係の2人を閉じ込めたら… 禁断のSEXしてしまうのか!?（11月23日、SODクリエイト）
- 予約半年待ちリピ率100% 某メンズエステ店 密室 × 密着 イキ過ぎた禁断サービス 17（12月1日、DOC）
- デカチンの客だと過激な裏オプでその気にさせて本番を誘う中出しサービス人妻メンズエステの実態 3（12月5日、変態紳士倶楽部）
- 生理的に嫌いな義理の弟に犯され中出しされ続けた黒ハイソックス美脚妻 本田もも（12月8日、人妻花園劇場）
- 交通事故でケガを装い淫らな行為を要求する当たり屋親子に狙われた公務員の妻 本田もも（12月19日、アクアモール/エマニエル）
- 残酷ミラーゲームに負けるとエロ罰ゲーム あじわった事のないデカチンで清楚な若妻達が隣に旦那がいる状態でもおかまいなしで中出しSEX! なんとオカワリしてきた若妻も!! 11（12月19日、はじめ企画）
- 洗脳ドリル モーターショーキャンペンガール編 俺を見下した小娘達には中出し再教育が必要なんだよ… 本田もも 宇佐美みおん 安西天（12月21日、SODクリエイト）
- 中に出してもいいから止まってください!!! 押さえつけて逃がさないエンドレス奥突きバウンドピストンでイキ壊れた女（12月21日、ナチュラルハイ）
- 街で見つけた性欲盛りの制服カップルに「ただで部屋貸してあげよっか?」 セックスを覚えたばかりの若い2人が猿のように何度も生でヤリまくる盗撮映像（12月21日、ナチュラルハイ）

- 顔出しMM号 黒パンスト限定 ザ・マジックミラー 高身長の美脚OLが「固定バイブモデル」に挑戦! 黒パンスト直履きオマ○コにバイブを挿入したまま青空ハレンチ撮影会! 止まらないうねりに我慢できず脚ガックガク痙攣イキ!（1月2日、DEEP'S）
- 感じすぎていっぱいおもらしごめんなさい… 46 本田もも（1月9日、セレブの友）
- パンストの誘惑 本田もも（1月20日、プラネットプラス/クローズ）
- 完全着衣 WコスプレFUCK 並木あいな 本田もも（1月23日、ミル）
- とってもかわいい保育士の皆さん! 童貞くんにピンクの乳首をチューチュー吸わせてもらえませんか? 母性溢れる授乳手コキでガチ勃起したち●ぽをそのまま聖母のお股にぬぷっっ! 空前絶後のドピンク乳首登場スペシャル!（1月26日、赤面女子）
- ママ友喰い無限ループ vol.31 もも 圧倒的期待値 小顔のアジアンビューティ（1月30日、HALENTINO/妄想族）
- オナサポ!! 女子○生 着衣で全裸で挑発的ダンス 5（2月6日、かぐや姫Pt/妄想族）
- 自由を奪われた身体をしつこく犯され感じまくる女 5 本田もも（2月13日、セレブの友）
- 人妻の花びらめくり 本田もも（2月20日、人妻援護会/エマニエル）
- アナル舐めさせパンスト美脚OL むれ匂う肛門を密着クンニさせてケツ穴ひくひく激イキSEXで快感メス汁を垂れ流す長身スレンダー痴女（2月20日、DEEP'S）
- 【自撮り】どこでもオナ2 10人（巨乳多め） 男子トイレ・雑居ビル階段など（2月27日、S級素人）
- 禁断介護 本田もも（2月27日、グローリークエスト）
- 完全着衣 ハイレグFUCK 本田もも（3月19日、ミル）
- おマ●コとアナルがハッキリ見える6 素人娘の超接写オナニー 12人（3月19日、かぐや姫Pt/妄想族）
- パパ活する息子の嫁と義父 本田もも（4月2日、KSB企画/エマニエル）
- 夫の上司に弱みを握られ脅され新築マイホームで犯され続けるいいなり性処理新婚妻― 本田もも（4月9日、VENUS）
- 対面痴漢で何度もイカされ糸が引くほど舌を絡ませるベロキス発情娘  3（5月23日、ナチュラルハイ）
- 過剰性欲中出しOK SNSでみつけたP活制服女子 れい & もも（5月28日、クリスタル映像）
- 旦那のソープ通いの腹いせに女性専門風俗を呼んだらド新人の非モテ早漏童貞クンが来てしまったので24時間フル勃起媚薬を飲ませ満足するまで絶倫腰振り騎乗位で何度も中出しさせるむっつりスケベな地味巨乳人妻 本田もも（6月4日、LUNATICS）
- 【個撮】どこでもフェラ 15 11人（6月18日、かぐや姫Pt/妄想族）
- 私… タイムリープしたみたいです。3 本田もも（6月25日、レッド）
- 今、失踪した愛しき妻の輪姦レイプ映像がDVDで送りつけられて来た… 悲劇の寝取られ連続中出し 「あなた以外でイキ狂う淫らな女です…」 本田もも（7月9日、オーロラプロジェクト・アネックス）
- 誰とでも定額挿れ放題! 団地編 2  月々定額料金さえ支払えば団地内の人妻やら学生やら誰にでも挿れ放題!（7月9日、Hunter）
- 最高にヌける激かわ制服美少女とハメまくりイチャラブSEX 精子出しきるまでパコる超濃厚種付け 美少女2名。大量中出し、ハメ撮り、フェラ顔もイキ顔も最高 (MUCD-307)（7月16日、無垢）
- 罪な女  5 本田もも（7月23日、レッド）
- 精一杯フェラチオ頑張るのでメチャクチュ手マンしてください。 2（7月23日、SEX Agent/妄想族）
- 体液とろとろ滴らせて年下男子を貪りしゃぶるM男喰いママ活性交 本田もも / 東条実澪（8月4日、ワープエンタテインメント）
- ホテル羞恥 12 NTR中出しSP（8月8日、ナチュラルハイ）
- 上半身は真面目な義姉。でも下半身は淫乱義姉! 親に隠れて即ハメ! 高速ガン突き! 超真面目メガネ義姉が声を押し殺して10連続奥イキ膣痙攣! エッチ…とは無縁そうな義姉の無防備後ろ姿に我慢できずおもわずバック即ハメ! 怒られるかと思ったら…（8月13日、Hunter）
- ナチュラルハイ25周年記念作品 妻がいる至近距離で平然とマッサージしながらこっそりチ○ポを挿入し腰振り騎乗位で中出しまでさせるエステティシャン 10  総勢11人総集編付き2枚組 豪華版（8月22日、ナチュラルハイ）
- 私… 急いだ事を後悔しています。8 本田もも（8月27日、レッド）
- おしゃぶりみたいな恋がしたい。 本田もも（9月6日、ドリームチケット）
- 土下座敗北捜査官 プライド高きエリート捜査官が屈辱の土下座敗北に堕ちるまで… 本田もも（9月10日、ROOKIE）
- 中出し淫乱ドMマドンナ社員ももさん 「オク好きぃ! でちゃうからぁ!」 淫乱絶頂指導 肉欲の休日出勤! オフィスでお漏らし! 脚ガクガク絶頂! 淑女の性交乱舞! 事務主任 本田もも (27)（9月10日、オーロラプロジェクト・アネックス）
- アダルトグッズ体験モニターアルバイト 自分好みのオモチャを選んで普段のオナニー見せてください 2（9月17日、HALENTINO/妄想族）
- 発情オイルまみれのチ○ポで即ハメ中出しされた後も完全に効くまで侵入者に居座られ意識がぶっ飛ぶほどイカされまくる貞淑妻 4（9月26日、ナチュラルハイ）
- 時間停止オフィス。時間を止める事ができる神装置で好きな時に挿れたり、止めたりし放題。（10月8日、Hsoda）
- セフレちゃん もも  会えば絶対ヤラせてくれる女（11月5日、ティーチャー/妄想族）
- 夫婦交換スワップ温泉旅行 12（11月7日、LEO）
- 酔うとキス魔になって滅茶苦茶エロい美人秘書 しゃぶったら射精するまで離さない口マ●コ 欲情したら止まらないおチ●ポ思い出しオナニー 終電逃してお泊まり中出し性交 本田もも（11月12日、VENUS）
- 「オレのこと童貞だと思った?」 経験人数1人のくせに、オレを童貞扱いして馬鹿にしてくる家庭教師（実はウブ）がオレの反撃激ピストンで謝罪イキ!（11月12日、Hunter）
- 友達の彼女（ドS）におもちゃのようにち●こ弄ばれ手コキでお仕置きされた僕。2（12月6日、LEO）
- 家族に内緒でねとられて… 家族旅行中、巨根青年にイヤというほど突かれイカされた妻 本田もも（12月10日、JET映像）
- 完全主観で楽しむグレー過ぎるメンズエステ。ずっと見つめて神手コキ、乳首責め、素股、3P!（12月10日、Hunter）
- 完全プライベート映像 圧倒的透明感の超絶美人 本田ももちゃんと初めての二人きりお泊まり（12月17日、パコパコ団とゆかいな仲間たち/妄想族）

- 顔出しMM号 身長170cm以上限定 ザ・マジックミラー 美脚キャビンアテンダント2人組が初めての逆3P童貞筆おろし! 悶える童貞くんに痴女心が芽生えた高身長CAたちのチ○ポ奪いあいハーレム3P! 黒パンストオマ○コで精子を搾り取る連続W生中出し!（2月4日、DEEP'S）
- リアルラブホ女子会流出 何らかの形で流出してしまった、女子大生3人組のはっちゃけすぎ映像を配布します。＃オナニー＃入浴シーン＃放尿＃レズプレイ＃セフレ呼んで4P（4月1日、ナンパJAPAN）
- キス魔に豹変した後輩と…朝までベロキス不倫 本田もも（4月18日、プレステージ）
- 【3.1次元】AI潜入捜査官レイ 悪の組織に囚われ快楽堕ちした1日（4月24日、ノースキンズ）※「磯貝レイ」名義
- いちゃラブ密着特濃せっくちゅ 憧れの本田ももを独占した一夜。（5月6日、桃太郎映像出版）
- 現代の大人びている高身長女の子と援交ホテル中出し（5月6日、ナンパJAPAN）※「女子●生 もも」名義
- ～僕と彼女の女装レズ日記～ ズボンを汚してしまった僕に女上司が自分のスカートを貸してくれて… ゾクゾクする裏地の感触に思わず勃起してしまい男の娘になってレズられた僕 本田もも（5月6日、下半身タイガース/妄想族）
- SOD女子社員 接写 & 局部アップ濃厚SEX会議300分 モザイクギリギリを目指してワギナグイ込み生着替えさセクハラ 5名議事録（5月8日、SODクリエイト）

### アダルトVR
- ド痴女セラピスト・本田ももの種搾りメンズエステVR! 清楚な顔して超接近誘惑! ニコニコ追撃手コキ連続射精! 何度も中出し膣内施術! ヌキなしのハズが…チ○ポバカになるまで射精できる極上（秘）サービス!（6月13日、PREMIUM）
- 【接吻狂い】の透明白肌スレンダー美巨乳の人気No.1泡姫によるベロチュウの嵐! 極上ご奉仕フルコース＆愛液ダダ漏れの敏感痙攣おま○こで一滴残らず搾取! 【淫手コキ・口内射精2発・挟射・中出し3発射】【発射無制限! 生中出し無限キス高級ソープ】 本田もも（9月1日、こあらVR）
- 痴女ヘブン × 宮迫メンバー夢のコラボ! 酔った女上司と相部屋で痴女られちゃったボクVR 元祖・天井特化アングル騎乗位! 本田もも（9月5日、痴女ヘブン）
- 彼氏とご無沙汰で欲求不満でムラムラ全開の美巨乳上司に勃起薬を何度も飲まされ逆レ×プ! 射精しても萎えない絶倫チ○ポを肉棒ディルド扱いしてくる変態BOSSの極上早漏マ○コを突きまくって100回以上イカせてやった【手コキ・足コキ・口内・挟射2発・中出し4連発・顔射】 本田もも（9月17日、こあらVR）
- 『先生の赤ちゃん汁をもものおま○コにブチ込んで、、、』 10年前の教え子の同窓会に呼ばれたボク。 酔っぱらったボクは大人になった元教え子の本田さんに始発まで中出ししまくった 本田もも（9月28日、SODクリエイト）
- 素行不良の生徒を優しくイカせてくれる もも先生の癒しスマイル性活チ●ポ指導 本田もも（10月10日、KMPVR）
- 受験生のボクは親戚のエッチなお姉さんの家に預けられて、、、『私の下着をおかずにオナニーしてたの?』 お風呂上がりのももお姉ちゃんに見つかってボクの事を子供扱いしながらもボクのカラダでイキまくりSEX 本田もも（10月16日、SODクリエイト）
- 声も精子も愛液もぜんぶ垂れ流し 隣の患者の彼女に射精後も搾り取られ、際限のないセックスを繰り返す非常にクズな浮気録 本田もも（10月26日、KMPVR-彩-）

- 顔面の距離感 25 センチ! 超至近距離でガン見オナ指示（5月10日、AQUA）
- ヤバい! 乳首で感じないのってボクだけ? 不感乳首なのが彼女にバレて敏感乳首になるまでエッチなことは絶対おあずけを喰らった話 本田もも（6月21日、AQUA）
- 芳醇な唾液オイルで施術するオトナの舐め SPA エステサロン 本田もも（7月12日、AQUA）
- アクメ寸前マ○コを低速こねくりピストンで焦らしてから爆速ピストンラッシュでアクメギリギリに追い込む変速ギアチェンジ責めで完堕ちした美女のアへ顔トロ顔オホ顔ンホ面イッちゃってる顔面特化VR 本田もも（8月31日、アリスJAPAN）
- パンスト尻ディルドオナニー 2（9月20日、AQUA）
- 初8K ハメ撮りVR 現役女子校生 ももちゃん 本田もも（10月5日、KMPVR）
- 天井特化アングルVR ～新婚ラブラブ性活～ 本田もも（10月19日、KMPVR）
- 女子大生の舌先、オトナのフェラチオ 引きこもりの僕に寄り添う全肯定中出し家庭教師 本田もも（12月5日、KMPVR-彩-）
- パンスト特化! ムレムレ美脚アルティメット ～眺めて踏まれて痴女られたい～ パート1（12月27日、AQUA）

- 「とろっとろにしてあげる…」 すんごい至近距離で淫らな言葉をささやく幸福チャイナエステ 本田もも（4月25日、KMPVR-bibi-）

### アダルト配信
- MOMO（5月16日、ホームエロ～ン）
- もも（6月1日、素人ムクムク）
- ももちゃん（6月4日、シロウト速報）
- 桃ちゃん（6月6日、浮遊僧）
- ももさん（6月17日、既婚者の会@東京）
- ラグジュTV 1706 萌々 26歳 美容部員  『毎日オナニーしてます』欲求不満な妖艶美女が初登場! ねっとり濃厚な舌使いと高度なテクニックで男優を骨抜きに! 攻守交替すると柔らか美乳をプルンプルンと揺らしながら可愛い声をあげ快感に浸る!（9月1日、ラグジュTV）
- 【超絶スレンダー美女降臨】エロスイッチが入るとどこでもセックスしたくなっちゃう女神がAV出演! 細身だけどたくさん(チ○コ)食べるし、たくさん(マ○コ)食べてくれるヒトが好き…【初撮り】ネットでAV応募→AV体験撮影 2028 もも 25歳 受付（9月2日、シロウトTV）
- 仕事中に抜いてくれる理想の部下もも ≪「ももがいっぱい抜いてあげますね♪」車内で溜まった精子を口内放出ごっくんフェラ→外回りが終わったら会社に戻らずホテルへ直行で上司部下の交尾コミュニケーション開始。安全日だから大丈夫♪ 肉欲にまみれた生パコ中出し不倫3射精!!!≫ もも / 24歳 / 会社員（9月6日、MOON FORCE）
- りん（9月7日、素人ナンパバラエティ）
- キリッとした長身しごできOLが、週末はヒモ彼氏にデレデレ甘えまくるギャップ!! 言われるまま公衆トイレでチ●ポしゃぶって照れながらごっくん!! 当然のようにNO避妊セックス!! 同僚は知らないバリキャリの甘々な顔と声がエロすぎる!! もも 24歳 転職エージェント（9月10日、VLog Diary）
- ＜「絶対イヤ!」→「彼より良い♪」＞彼にゾッコンの彼女が完堕ちNTR!! 渋谷でイマドキカップルを発見!! 話を聞けば彼は売れないY●uT●berらしい笑 動画のネタを常に探している様で彼女をAV出演に誘うと「バズる!」と大歓喜! 最終的に彼の事を想って出演する事に…。男優を目の前にして「怖い」「嫌」と拒否るが見た事も無いデカチンに泣く程イラマをされ… おま●こは大洪水。彼の目の前でスルっと挿入される他人棒に感じ、ビクビクと跳ねまくり! 遂には完堕ちして彼に見えない所で… 盛り上がった所で無断中出しw リンさん (??) コンビニ店員 (フリーター)（9月13日、NTR.net）
- ももさん (oreco465)（9月16日、俺の素人-Z-）
- 文句無し圧倒的美女!! 「お兄さんの事気になっちゃって… ご飯行きません?」からのメタバースへの入会を勧めてくるが… しつこく交渉ホテイン成功! 今回も大当たり!! 剥ぎ取ると… 透明感MAX美白ボディ、奇跡の桃色乳首、美マ●コ出現! 問答無用でチ●ポ打ち込み強●ピストン! 寝バックでガッチリ固定、執拗にポルチオ攻め! 「カメラとか聞いてないです!」って言いながらもだんだん漏れる吐息。なんだSEX好きじゃんww すっかり潤んだ瞳で快楽に流されていく。契約のことなど忘れて艶かしく腰をうねらし… 「ぁあ気持ちいッ! イく…ッ!」最後は超美顔に精子ブッかけてやりましたw：case16 エリちゃん 24歳 メタバースマルチ（9月16日、プレステージプレミアム）
- 【絶対に電マを手放さないッ! 美麗! 神スレンダーOL】モデルと見まがう長身スレンダー美女は電マを愛する快楽狂!? 最初から最後まで電マ尽くし! 6本の電マが感度抜群のカラダに襲い掛かる!! MAXパワーの電マ刺激にマ●コ決壊→大量スプラッシュ! 電マをクリに当てながら生ハメピストン鬼イカセ! 完全ノンストップ中出し顔射3連発! ＜エロい娘限定ヤリマン数珠つなぎ!! ～あなたよりエロい女性を紹介してください～ 123発目＞【もえか】（9月17日、街角シロウトナンパ）
- 夜はド淫乱M痴女化する変態バリキャリ女子の不倫SEX! バルコニーで乾杯→痴女スイッチONでチ○コを貪るジュポフェラ! 室内でイチャラブSEX→不倫ザーメン膣内発射! 一回では満足できず「いっぱいイジメて欲しい…」。旦那には打ち明けられない性的欲求をマチアプ男で解消! 手を縛られイラマ、目隠し電マ責め、2発目も膣奥に不倫ザーメン注入!!【ももか / 24歳 / 結婚2年目】（9月25日、MOON FORCE）
- 桃葉 (hoi265)（9月28日、素人ホイホイZ）
- M.G (hhl068)（9月30日、素人ホイホイLOVER）
- 百戦錬磨のナンパ師のヤリ部屋で、連れ込みSEX隠し撮り 309 もも 25歳 コンビニ店員  宅飲みでいいムードになっていちゃいちゃチュッチュッしてるうちに…? 真っ白な肌が隠しカメラの前に! 性欲を掻き立てる小悪魔的かわいさ! 喘ぎながらだいしゅきホールドしつつ首に腕を回してきてベロチューしてくるもんだから腰の動きもいつもより激しくなってしまって…（10月1日、ナンパTV）
- 本田さん (spay299)（10月2日、素人ペイペイ）
- もも (scute1417)（10月7日、S-Cute）
- ももさん (oreco487)（10月13日、俺の素人-Z-）
- 【ノーブラぶらり旅】完全にOUTな乳首ぽっちでデート中のカップルとの出会い! 彼の前でノーブラ彼女をハメまくり!? マシュマロおっぱいを揉みしだき、極上マ●コをしゃぶり尽くすッ! 「取っちゃった～ポイ!」 ゴムを外して生ハメ開始! がっつり中出しからのカップル純愛セックス! 豪華二本立てを見逃すなwww 【もしも。】【ななみ】（10月29日、街角シロウトナンパ）
- 【ハンパない透明感】 色白スレンダラスなフルート奏者を彼女としてレンタル! 口説き落として本来禁止のエロ行為までヤリまくった一部始終を完全REC!! 身のこなしに気品が溢れるお嬢様系お姉さん!! 清楚そうな見た目とは裏腹な濃厚フェラと小悪魔騎乗位が超シコい!! 【レンタル彼女】 ももちゃん 26歳 フルート奏者（11月5日、プレステージプレミアム）
- のぞみ (endx453)（11月10日、E★ナンパDX）
- ももかさん (erk048)（11月15日、素人ホイホイ）
- もも (hmdnc672)（11月25日、ハメドリネットワークSecondEdition）
- もも (ewdx468)（12月1日、E★人妻DX）

- もも先生 (oreco566)（1月11日、俺の素人-Z-）
- もも (refuck055)（1月19日、Re:Fuck）
- 田丸まき（2月1日、東京恋人酔拳）
- 杏果（2月3日、ION イイ女を寝取りたい）
- momo (sscj014)（2月13日、シロウトソシアルクラブ）
- オルちゃん (ulch001)（2月24日、オルちゃん）
- りおな（3月13日、待ち伏せハンター）
- 桃瀬（4月1日、素人盗撮倶楽部）
- 【メンエス盗撮】スレンダー華奢ボディの抜群プロポーションセラピストが客を誘惑し本番行為をしてしまう様子を激撮。あまりの快楽に制御不能に陥った腰の動きを止める手段は中出しという最終手段のみだった…。#担当:もも (DDH-260)（5月10日、ドキュメントdeハメハメ）
- ももちゃん (skho061)（6月4日、シロウト速報）
- 某高級ホテルで行われたカスハラSEXの証拠2名 / ヤミヤミハラスメント（6月25日、ヤミヤミ）
- モモさん（7月6日、ジェネシス）
- 【趣味＝男漁り M男大好きなち●ぽ狂、ここに極まる。】 顔が綺麗すぎて目がやられる。SSS級の美女の上にどエロい痴女が彼女持ちを逆ナンパ! 禁断の寝取りドキュメント!! いつもの帰り道に美しい人から誘惑されたら夢かと勘違いしますが、現実です笑 突然のキス、避けられない生挿入、彼女持ちの貞操観念をぶち壊し、誘惑生ま●こでどっぷり中出し搾精!! 【NTRリバース】 ゆなちゃん 25歳 お酒を作る仕事（7月14日、プレステージプレミアム）
- ももさん (uinac022)（8月17日、ハメドリネットワークSecondEdition）
- ももちゃん 2 (skho134)（8月19日、シロウト速報）
- 【どうかしてる透明感】高身長が際立つ引き締まったスレンダーな体、色白清楚な美女が夜はメチャクチャエロい。男に美脚を絡みつけながらねっとりと唾液を交換する。モモカ 貯金8桁（8月27日、プレステージプレミアム）
- MOMOちゃん (smus045)（9月1日、素人ムクムク-塩-）
- もも 2 (smuk207)（9月20日、素人ムクムク）
- くるみ (sna023)（10月11日、SNAP × SNAP）
- ももかちゃん (hmdnc758)（12月7日、ハメドリネットワークSecondEdition）
- もも (agi008)（12月14日、キミきめ）

- 【超過激映像】快楽に溺れる色白スレンダー美人の昼職OLが全身を痙攣させてぶっ飛ぶ貴重映像。 もも（1月23日、黒船）

### デジタル写真集
- 美人受付嬢、本田ももが脱いだ!（2021年1月29日、小学館、撮影：冨貴塚宏樹、松村昭人）[7]
- Momo 桃色ファーストラブ 本田もも（2021年7月2日、REbecca）
- Peach Kiss デジタル写真集 本田もも（2021年10月15日、ファインピクチャーズ、撮影：SHOOTING STAR）